# Gomphichis hetaerioides
Gomphichis hetaerioides är en orkidéart som beskrevs av Rudolf Schlechter. Gomphichis hetaerioides ingår i släktet Gomphichis och familjen orkidéer. Inga underarter finns listade i Catalogue of Life.